# Ralph Strait
Ralph Strait (8 luglio 1936 – New York, 31 luglio 1992) è stato un attore statunitense di cinema e televisione.
Le sue apparizioni televisive comprandono vari telefilm, tra cui L'incredibile Hulk, La famiglia Bradford, Hazzard e Magnum, P.I..
Per quanto riguarda il grande schermo i film più importanti nei quali ha recitato sono Kaan principe guerriero e Halloween III: il signore della notte (tutti e due del 1982).
Strait muore a New York nel 1992 per arresto cardiaco all'età di 56 anni.

## Filmografia
- 2 supercolt a Brooklyn (The Super Cops), regia di Gordon Parks (1974)
- Kaan principe guerriero (The Beastmaster), regia di Don Coscarelli (1982)
- Halloween III: il signore della notte (Halloween III: Season of the Witch), regia di Tommy Lee Wallace (1982)
- Continuavano a chiamarlo Bruce Lee (They Call Me Bruce?), regia di Elliott Hong (1982)
- Io e Veronica (Me and Veronica), regia di Don Scardino (1993)